# Juan Luis Martínez
Juan Luis Martínez Holger (Valparaíso, 7 de julio de 1942-Villa Alemana, 29 de marzo de 1993) fue un poeta posvanguardista y artista visual chileno.

## Biografía
Hijo de Luis Guillermo Martínez Villablanca, quien fuera gerente general de la Compañía Sudamericana de Vapores y de Elisa María Isabel Holger Dabadie. Juan Luis Martínez abandonó el colegio, recién iniciados los estudios secundarios tras la muerte de su hermana Gloria Elisa de 12 años en 1956. Entre los quince y los veinte años vive intensamente una vida bohemia en Valparaíso, mezclado en la miscelánea popular y pintoresca que tenía esa ciudad a fines de los años cincuenta. 
Martínez será considerado un muchacho rebelde, tanto por su familia como por la gente que lo identifica por su larga cabellera, un rasgo inusual entonces en Chile. Nunca más regresará a un aula, pero por las influencias culturales que lo rodean, comenzará una larga etapa de lecturas y aprendizaje autodidacta. El traslado de su familia de Valparaíso a Viña del Mar, lo inquieta y le desagrada, debido al cariz de emergencia burguesa que representa la urbe balnearia; por eso mantendrá una relación profunda y sentimental con su ciudad de origen, con la bohemia porteña, que se reúne en los bares: Roland, Yako, Inglés, Alemán, Pajarito Expo-Bar, incluso en el agonizante y clásico Siete espejos. 
Durante su período creativo de juventud mantiene una estrecha relación con poetas y escritores como Nicanor Parra, José Donoso, Martín Cerda, Enrique Lihn, Pedro Lastra, Raúl Zurita, Sergio Badilla Castillo, Eduardo Parra Pizarro, Gustavo "Grillo" Mujica, Juan Cameron y Freddy Flores Knistoff.
Considerado uno de los poetas más lúcidos de su generación tanto por sus creaciones literarias, como por su erudición e ingeniosidad como artista visual, su vida transcurrió fundamentalmente entre las ciudades de Valparaíso, Viña del Mar y Villa Alemana, donde realizó su obra, que parte de un cuestionamiento a la creación literaria y artística tradicional. 
Es tal vez su origen de porteño, con su cosmopolitismo simétrico lo que determinará que Juan Luis Martínez opte por mantener una severa distancia de los círculos de poder, sean estos académicos u orgánicos, para desarrollar sus postulados artísticos y estéticos. En su obra visual construyó una ceñida analogía entre el objeto artístico y el discurso o entre la visualidad y la palabra.

## La nueva novela
La nueva novela, su primer libro, fue entregado por el propio Martínez a Editorial Universitaria de Valparaíso, en 1971, con el nombre de Pequeña cosmogonía práctica. La obra, luego de permanecer alrededor de dos años sometida a juicio crítico, fue finalmente rechazada. Hoy es considerada una pieza clave de la poesía contemporánea chilena y hay quienes la califican de epítome indiscutible de intertexto, donde se confabulan citas efectivas e imaginarias, que conducen a un entramado de arquetipos y reverberaciones en que se transfigura el texto, construido además con dispositivos gráficos. 
Juan Luis Martínez padeció durante largos años de diabetes, enfermedad que fue minando paulatinamente su vitalidad y que le provocó una necrosis tubular de los riñones. Aun así, mantuvo una nutrida relación con poetas de diferentes generaciones que lo visitaban en su librería en el pasaje Saleh, de Viña del Mar, o en su domicilio, en calle Fresia de Villa Alemana. Durante las últimas dos décadas de su vida debió someterse a diálisis, situación que no impidió que un año antes de su muerte, viajara a París (su única salida al exterior) invitado por el Ministerio de Cultura de ese país, en el programa Les beaux étrangers. 
Sus restos mortales descansan en el Cementerio N° 2 de Valparaíso, a la altura del cerro Cárcel.

## Obra
- La nueva novela. Santiago de Chile: Ediciones Archivo, 1977. 152 p. (edición facsimilar, Archivo, Santiago, 1985)
- La poesía chilena. Santiago de Chile: Ediciones Archivo, 1978. 40 p.
- El poeta anónimo. Santiago: Eds. Archivo, 1985 (edición facsimilar); editorial Cosac Naify, Galería D21, Brasil 2013.
- Poemas del otro. Poemas y diálogos dispersos. Santiago de Chile: Eds. Universidad Diego Portales, 2003. 113 p.
- Fragments. Traducción al francés de Beatrice de Chavagnac. Edición, nota y diseño de Gustavo Mujica. Éditions Boite Noire, L'agence AD'HOC, L'Association Dialogue entre les Cultures. Le Ministère de la Culture et la Francophonie. París, Francia, 1993. 24 p.
- Aproximación del Principio de Incertidumbre a un proyecto poético, edición de Ronald Kay; Nómade, Galería D21, Santiago de Chile, 2010; 62 páginas no foliadas.